# Jeb Bush
John Ellis „Jeb” Bush (n. 11 februarie 1953, Midland⁠(d), Texas, SUA) este un om de afaceri și politician american, fost guvernator al statului Florida din 1999 până în 2007.
Este al doilea fiu al fostului președinte al Statelor Unite ale Americii George H. W. Bush și al fostei Prime Doamne Barbara Bush și fratele mai mic al fostului președinte George W. Bush. A crescut în Houston, Texas. A absolvit Phillips Academy din Andover, Massachusetts și a urmat cursurile Universității Texasului din Austin, fiind licențiat în domeniul afacerilor latino-americane. Ca urmare a alegerii tatălui său în funcția de vicepreședinte al SUA în 1980, s-a mutat în Florida și și-a început cariera în domeniul dezvoltării imobiliare. În 1986 a fost numit în funcția de Secretar al comerțului statului Florida, pe care a deținut-o până în 1988, când a demisionat pentru a-l susține pe tatăl său în campania sa victorioasă pentru Președinția SUA.
În 1994 Bush a candidat pentru prima dată la funcția de guvernator al Floridei, pierzând alegerile la mai puțin de două procente în fața guvernatorului în exercițiu, Lawton Chiles. A făcut apoi a doua încercare în 1998 și a reușit să-l învingă pe guvernatorul-locțiitor Buddy MacKay, obținând 55 la sută din numărul de voturi. A candidat pentru realegere în 2002 și a câștigat cu 56 la sută din voturi, devenind primul guvernator al Floridei cu două mandate. În timpul celor opt ani la cârma Floridei, Bush s-a distins prin inițierea unor politici de mediu, precum acțiunile de conservare a Everglades, prin reformele pentru prevenirea malpraxisului, prin mutarea beneficiarilor programului social de sănătate Medicaid în sistemele private sau prin instituirea unor reforme în sistemul educațional de stat, care au inclus emiteri de vouchere și promovarea programelor pentru dezvoltarea alternativelor de școlarizare („school choice”).
A fost candidat la nominalizarea în campania prezidențială a SUA, 2016 din partea Partidului Republican.